# María Fernanda Ceriani
María Fernanda Ceriani (Ramos Mejía, provincia de Buenos Aires; 25 de mayo de 1966) es una bióloga argentina. Se desempeña como jefa del Laboratorio de Genética del Comportamiento del Instituto Leloir y es investigadora principal del Consejo Nacional de Investigaciones Científicas y Técnicas (CONICET).  Se especializa en el estudio del reloj biológico que gobierna los ciclos de vigilia y descanso de los seres vivos. Es ganadora del Premio Nacional L’Oréal-Unesco Por la Mujer en la Ciencia 2011.Es editora académica de las revistas PLoS Biology y Journal of Biological Rhythms y presidenta de INIS Biotech. También es miembro de la comisión directiva de la Society for Research on Biological Rhythms (Estados Unidos) y en 2019 fue designada miembro de la Academia de Ciencias de América Latina (ACAL) por su trayectoria y el impacto de sus avances científicos.En 2021 se convirtió en la primera científica argentina en ingresar en la Organización Europea de Biología Molecular.

## Biografía
Nació el 26 de mayo de 1966 en Ramos Mejía, provincia de Buenos Aires. Se educó en una escuela primaria pública y cursó sus estudios secundarios en la Escuela Normal Superior de Morón. Se graduó como licenciada en Ciencias Biológicas por la Universidad de Buenos Aires en 1990 y se doctoró en Ciencias Biológicas en la Universidad de Buenos Aires en 1996.
Es madre de tres hijos.

## Investigación
Para su doctorado en biología molecular de plantas realizó investigaciones en el Instituto de Biotecnología del Instituto Nacional de Tecnología Agropecuaria (sede Castelar, provincia de Buenos Aires), bajo la dirección de Horacio Esteban Hopp, y en el Scripps Research Institute de California en el laboratorio de Roger N. Beachy. Durante su posdoctorado en Scripps Research Institute en el laboratorio de Steve Kay,  entre 1997 y 2002 comenzó su interés por el estudio de los ritmos circadianos usando como modelo biológico la mosca Drosophila meganogaster. Durante ese período hizo importantes aportes al estudio del mecanismo del reloj biológico que le valieron su elección como Howard Hughes Medical Institute International Research Scholar entre 2002 y 2007.  
Regresó a Argentina en 2001 incorporándose al CONICET y a la Fundación Campomar (actual Instituto Leloir) seleccionada por un concurso abierto organizado para repatriar nuevos investigadores. Su trabajo de investigación ha sido financiado por agencias nacionales (Ministerio de Salud, Agencia Nacional de Promoción Científica y Tecnológica) e internacionales (Pew Research Center, HHMI, NIH). 
En los últimos años dedica además parte de su tiempo a tareas de gestión institucional.

### Los mecanismos del reloj biológico
En su laboratorio Ceriani investiga cómo se comunican las células que albergan relojes biológicos, y cómo la comunicación entre las neuronas de la red circadiana se va modificando a medida que los organismos van envejeciendo, utilizando como modelo biológico la mosca Drosophila melanogaster. Su línea de investigación apunta a la comprensión del reloj interno que permite a todos los organismos anticipar cambios ambientales como la sucesión de días y noches, o las estaciones del año, y adaptar así su comportamiento a estos ciclos de la forma más conveniente. Los engranajes de ese reloj biológico lo conforman un conjunto de genes capaces de medir el paso del tiempo, y son los responsables de regular una amplia gama de procesos metabólicos, fisiológicos y de comportamiento para que ocurran en los momentos más adecuados del día.  
Además de aportar al conocimiento en general, el estudio del reloj biológico es relevante porque en el futuro podría favorecer nuevos abordajes terapéuticos para acelerar la recuperación frente a desórdenes como el jet lag o la fatiga en personas que trabajan de noche o en turnos rotativos. Por otro lado, estas investigaciones podrían mejorar la comprensión del papel del reloj biológico en la susceptibilidad al cáncer, las enfermedades cardíacas, la diabetes tipo II, las infecciones y la obesidad. 

### Principales hallazgos
Junto a su equipo Ceriani ha descubierto varios mecanismos moleculares y fenómenos que cumplen un rol crucial en la regulación de los ritmos circadianos; entre ellos, que en el cerebro adulto se producen cambios en el número de sinapsis y en la conectividad de las neuronas “reloj” a lo largo del día, los cuales regularían procesos fisiológicos claves para el organismo. 
En 2007, el grupo liderado por Ceriani descubrió cómo actúa un gen llamado SLO controla los ciclos de actividad y descanso de la mosca de la fruta, insecto que se toma como modelo para estudiar el «reloj biológico» de los seres humanos y otros mamíferos. Comprobaron que este gen es clave para que se conecten entre sí las neuronas que componen este mecanismo dentro del cerebro y se pueda transmitir adecuadamente la información al resto del cuerpo. El estudio fue publicado en la reconocida revista científica Proceedings of the National Academy of Sciences.
Ceriani participó de un estudio liderado por Michael Rosbash (premio Nobel de Medicina de 2017) en el que se descubrió que la comunicación entre grupos específicos de "neuronas reloj" subyace al ajuste temporal de la actividad a lo largo del día, y muy especialmente, a lo largo de las estaciones del año.
En otro estudio –publicado en 2011 en la prestigiosa revista científica Current Biology- el grupo de investigación de Ceriani describió un proceso biológico clave del reloj biológico. Demostró que el motor del reloj en la mosca reside en el mismo sitio que en los mamíferos: en el núcleo de ciertas neuronas del cerebro (hasta ese momento la creencia generalizada era que el reloj de este insecto estaba en la membrana de dichas células). Para llegar a esos resultados, Ceriani y su equipo desarrollaron una técnica sofisticada que permite apagar eléctricamente las neuronas reloj pero solo de forma transitoria en el cerebro adulto de Drosophila. El resultado fue tan sorpresivo como irrefutable: mientras el reloj perdió su capacidad de comunicar el tiempo al resto del cerebro (se quedó sin agujas), los engranajes del reloj, constituidos por genes que se expresan con periodicidad diaria, continuaron funcionando sin ningún problema.
Los resultados tienen relevancia más allá del campo de los ritmos biológicos dado que el trabajo liderado por Ceriani demostró que alterar circuitos neurales mediante manipulaciones genéticas en estadios tempranos del desarrollo –tal como se hizo en los trabajos anteriores– puede dar lugar a resultados que no reflejan la función real de dichos circuitos.
En 2014, Ceriani y su equipo descubrieron que las neuronas del reloj biológico experimentan cambios estructurales a lo largo del día. Si bien se habían encontrado ejemplos de neuronas que cambian su estructura a diario en distintos organismos,  el estudio de Ceriani - publicado en Current Biology  fue el primero en describir cambios morfológicos de las propias neuronas reloj en el transcurso de las 24 horas y asociarlos a una función.
En 2017 uno de sus trabajos fue tapa de la revista Cell Reports. Con su grupo logró establecer que un neurotransmisor –la glicina– actúa como batuta para sincronizar a la orquesta que forman los distintos relojes circadianos del cerebro. El trabajo fue realizado en moscas y abrió caminos para investigar nuevos abordajes terapéuticos para el jet lag o la fatiga en personas que trabajan de noche.

## Premios y reconocimientos
- Becada por el Instituto Médico Howard Hughes con una beca “HHMI International Research Scholarship”.(2002-2007).[6]
- Premio L'Oréal-UNESCO a Mujeres en Ciencia, (2011).[1][16][17]
- Premio “Fogarty International Research Collaboration Award”.[1][18]
- Distinguida con el “Young Investigator Award” en el 18º Congreso Bianual de la American Society for Neurochemistry.[1]
- Reconocimiento a cargo de la Confederación General Empresaria de la República Argentina CGERA - y la Cámara de Mujeres Profesionales y Empresarias de La Matanza – CAMUPEM (2012).[19]
- Premio Konex 2013: Genética y Genómica.[20]
- Reconocimiento a cargo de la Comisión de los Derechos de la Mujer del Colegio de Abogados de la ciudad autónoma de Buenos Aires (2016).[21][22]
- Nombrada académica de la Academia de Ciencias de América Latina (2019).[23]
- Incorporación a la Organización Europea de Biología Molecular (EMBO), primera científica argentina que recibe la distinción.[7]